# Хёйгор, Олаф
О́лаф Хёйгор (фар. Olaf Højgaard; род. 8 апреля 1974 года в Тофтире, Фарерские острова) — бывший фарерский футболист, полузащитник, выступавший за клуб «Б68».

## Карьера
Олаф — воспитанник «Б68» из своей родной деревни Тофтир. 17 апреля 1993 года он дебютировал за дублирующий состав своей команды в матче первого дивизиона против клуба «МБ». 28 августа того же года в поединке с «СИ» Олаф забил свой первый гол на взрослом уровне. Всего в своём дебютном сезоне он принял участие в 10 встречах первой лиги и отметился в них 4 забитыми мячами. В 1994 году Олаф сыграл всего в 4 матчах, а в следующем сезоне ни разу не вышел на поле. В 1996 году он стал основным игроком дублирующего состава тофтирцев и успел провести за него 9 игр.
Осенью 1996 года Олаф был переведён в первую команду «Б68». Он дебютировал за неё 15 сентября в матче фарерской премьер-лиги против клуба «Б71». Всего в сезоне-1996 Олаф провёл 5 встреч в чемпионате. В 1997 году он стал игроком основы «Б68» и провёл 14 игр в высшем дивизионе. 16 мая 1998 года Олаф забил свой единственный гол за первую команду «Б68» в премьер-лиге, поразив ворота фуглафьёрдурского «ИФ». В том сезоне полузащитник провёл 12 матчей в рамках фарерского первенства. В 1999 году он сыграл 9 встреч за «Б68» и более не выступал за первую команду тофтирцев. В 2003 году Олаф провёл 3 последние игры за «Б68 II» и принял решение уйти из футбола по окончании сезона.